# Kulspruta m/42
'Kulspruta m/42 (ksp m/42) é a designação sueca para uma derivada da M1919A6, fortemente modificada e fabricada sob licença, com câmara para 6,5×55mm ou 8×63mm, padrão m/32, e, a partir de 1975, com câmara para 7,62×51mm NATO.
A Ksp m/42B era uma versão mais leve, com um bipé distinto, coronha de ombro (usada de forma semelhante à da M1919A6) e uma empunhadura tipo pá com câmara para o cartucho 6,5×55mm e, posteriormente, para 7,62×51mm, que pode ser reconhecida por seu acabamento verde resistente à corrosão.
Foi usada pelas forças suecas durante a Crise do Congo.